# Romeinse Thermen Badenweiler
De Romeinse Thermen in Badenweiler zijn de ruïnes van de Romeinse baden in Badenweiler, Duitsland. Ze vormen een van de oudste bouwwerken van Baden-Württemberg en een van de best bewaard gebleven thermen ten noorden van de Alpen.

## Geschiedenis
Tussen 15 v. Chr. en 150 n. Chr. lijfden de Romeinen in stappen het gebied van het huidige Zuidwest-Duitsland bij hun rijk in. Ze brachten een hoogontwikkelde cultuur van baden mee en uit warmwaterbronnen, die de Kelten al gebruikten, ontstonden verschillende soorten kuuroorden. De goden van de bronnen garandeerden het slagen van een kuur. Het Romeinse bad in Badenweiler was gewijd aan de godin van het Schwarzwald, Diana Abnoba.
Ten minste zes bouwfasen zijn nog zichtbaar in de thermen van Badenweiler. In de eerste helft van de eerste eeuw n. Chr. ontstond een klein gebouw met twee bassins, waaraan later onder meer ontvangstruimten, kleedkamers, sauna's met koudwaterbekkens en terrassen met stenen muurtjes werden toegevoegd.
Aan het eind van het Romeinse Rijk ter plaatse in 260 n.Chr. verdween ook de bijzondere badcultuur. Maar archeologische vondsten van de Alamannen in Badenweiler bewijzen dat de Germanen het bad nog een tijdlang gebruikten. Werd het bad ten slotte vernield door de Germanen of pas later door de zware aardbeving te Bazel van 1356? Deze kwestie is voorlopig onbeslist.

## Opgraving

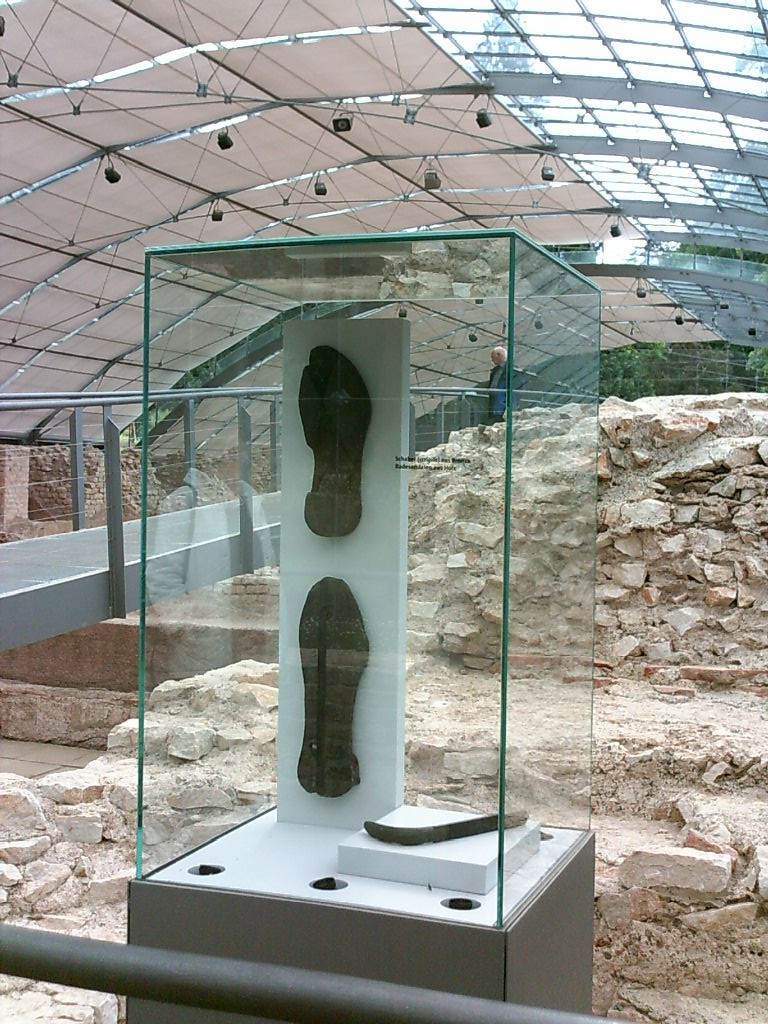
Schrapers (strigiles) en ander badgereedschap

Pas in de 18e eeuw herleefde de belangstelling voor het Romeinse bad. Markgraaf Karel Frederik van Baden liet de ruïne in 1784 opgraven en trof maatregelen om de archeologische vondsten te behouden. Aan het einde van de 19e eeuw werd naast de ruïne een nieuw bad van marmer aangelegd in neo-klassieke stijl van Pompeii. De eeuw daarna werd het meermaals uitgebreid. De warmwaterbronnen die de Romeinen al gebruikten, met temperaturen tot 26,4 °C, bevestigen Badenweilers reputatie als Kurort.
In 2001 werd een kap van glas en staal over de Romeinse thermen aangebracht ter bescherming tegen de elementen. De Kastelen- en Tuinendienst van Baden-Württemberg beheert het monument, dat met een tentoonstelling te bezichtigen is.